# Louis Couperus Museum
Het Louis Couperus Museum was een museum in de Archipelbuurt van Den Haag dat gewijd was aan de schrijver Louis Couperus.

## Locatie
Het museum werd in 1996 opgericht op initiatief van Caroline de Westenholz en werd ondergebracht in de voormalige galerie van Albert Vogel jr. (1924-1982), voordrachtskunstenaar en biograaf van Couperus, aan de Javastraat 17 te Den Haag. Het gebouw ligt op loopafstand van een aantal adressen waar Louis Couperus heeft gewoond:
- Mauritskade 11, waar hij in 1863 werd geboren, vlak naast de voormalige Oranjekazerne;
- Nassauplein 4, waar hij van 1878 tot 1883 woonde en genoot van het uitzicht op het Alexanderplein, het toenmalige exercitieterrein van de Alexanderkazerne. Hier schreef hij de gedichten voor zijn debuutbundel Een lent van vaerzen;
- Surinamestraat 20, waar zijn vader, John Ricus Couperus, in 1883 een monumentaal huis liet bouwen en waar de auteur op de eerste verdieping zijn debuutroman Eline Vere schreef.

## Het museum
In het museum werden allerhande voorwerpen bewaard die met de schrijver verband houden. De kamers zijn ingericht zoals dat in de tijd van Couperus gangbaar was. Boven zijn authentieke bureau hing een portret van zijn vader John Ricus Couperus, er waren manuscripten te zien en er werden tweemaal per jaar exposities georganiseerd.
Unieke objecten die in het museum werden tentoongesteld, zoals handschriften, schilderijen en Couperus' bureau, zijn eigendom van het Literatuurmuseum, dat verantwoordelijk is voor restauratie en conservatie. Andere stukken, zoals de uitgaven van het werk van Couperus en een levensgrote kunststoffen pop van Couperus, gemaakt door de kunstenaar Sjoerd Didden, maken onderdeel uit van de collectie van het museum zelf.
Het museum organiseerde onder meer wandelingen langs de plaatsen die in het leven van Couperus een rol speelden, zoals huizen waar hij heeft gewoond of waar de karakters uit zijn boeken zouden hebben rondgelopen. Zo zou het personage van de oude heer Takma (uit de familieroman Van oude menschen, de dingen, die voorbij gaan...) altijd aan het einde van de Nassaulaan over het bolle bruggetje zijn gelopen als hij de familie Dercksz ging opzoeken. Tweemaal per jaar werd bovendien een expositie georganiseerd rond een bepaald thema uit Couperus' werk of leven, begeleid door de uitgave van een nummer van de Couperiaanse leesmolen.
Het Louis Couperus Museum was in 2006, samen met het Louis Couperus Genootschap, initiatiefnemer van de Couperuspenning, die jaarlijks wordt uitgereikt aan personen die zich hebben ingezet voor promotie van of vergroting van de kennis over de schrijver. Ter gelegenheid van dat jubileum verscheen ook een boek dat een tentoonstelling over bibliofiele Couperus-uitgaven begeleidde.

### Sluiting
Op 13 november 2023 werd bekend dat het museum vanwege geldgebrek op 1 januari 2024 vermoedelijk de deuren zou moeten sluiten. Aan de gemeente Den Haag was door de jaren heen meerdere malen tevergeefs om subsidie gevraagd. Er werd gehoopt op een doorstart, mits alsnog een geldschieter kon worden gevonden. Dit is niet gelukt en per 1 januari 2024 werd de sluiting een feit.

## Surinamestraat 20
In 2007 werd het huis dat Couperus' vader in 1883 liet bouwen, te koop aangeboden. De Stichting Couperushuis Surinamestraat had als missie het pand te verwerven en in ieder geval de begane grond voor het Louis Couperus Museum te bestemmen. Het huis aan de Surinamestraat 20 bevatte nog herinneringen originele marmeren- en parketvloeren, plafonds, houten lambriseringen en glas-in-loodramen. Ook was er nog een "authentiek toilet" aanwezig. In 2010 werd bekendgemaakt dat de aankoop van het huis in de Surinamestraat niet haalbaar was en er ter herinnering een gedenkplaat op de gevel zou worden aangebracht. Op 8 januari 2013 werd bekend dat de staat Egypte, eigenaar van het pand, hiervoor om onduidelijke redenen geen toestemming wilde verlenen.
Aan het begin van de Surinamestraat werd in 1963 een borstbeeld van Louis Couperus geplaatst.

Afbeeldingen
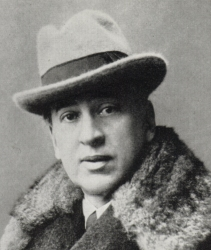
Louis Couperus
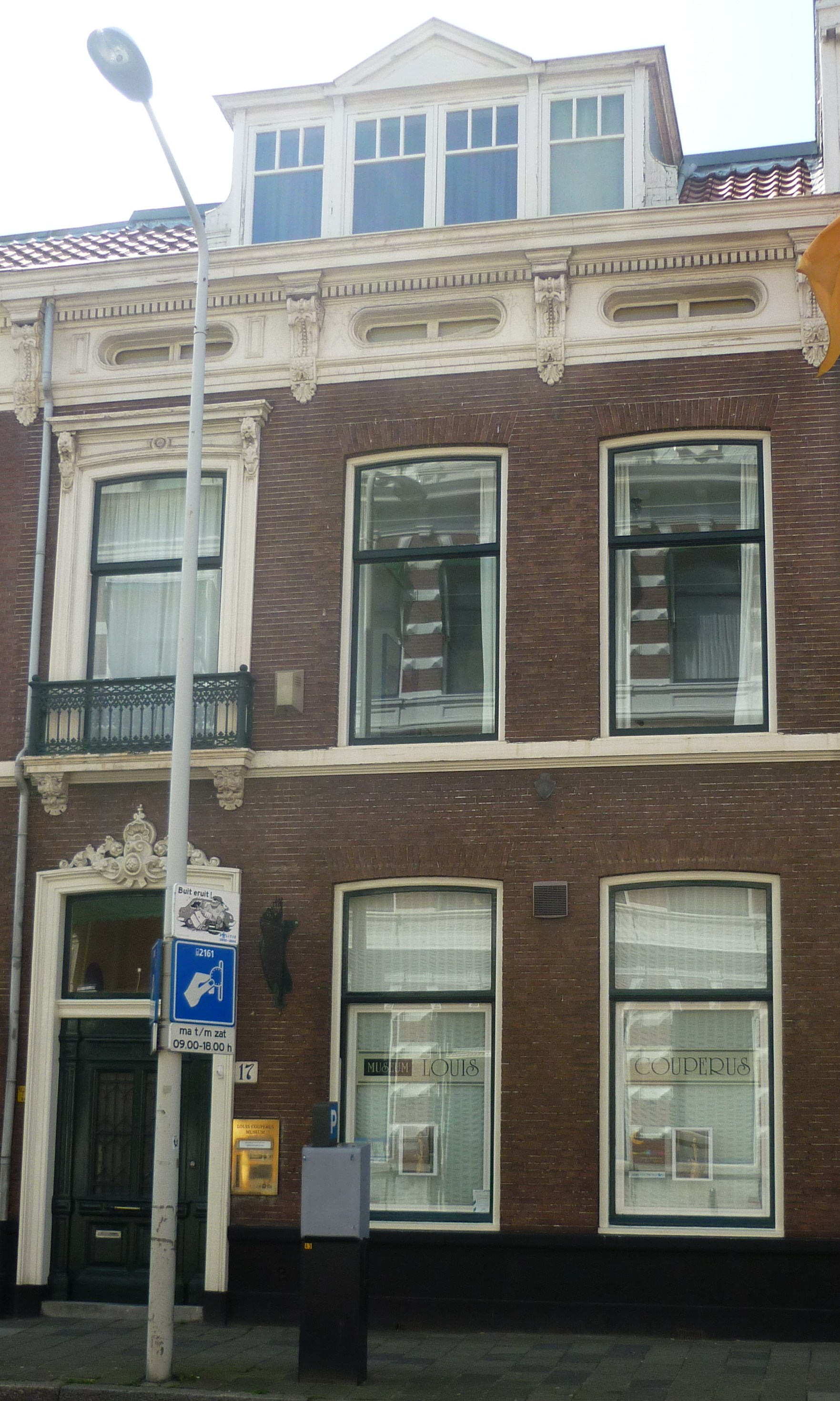
Javastraat 17
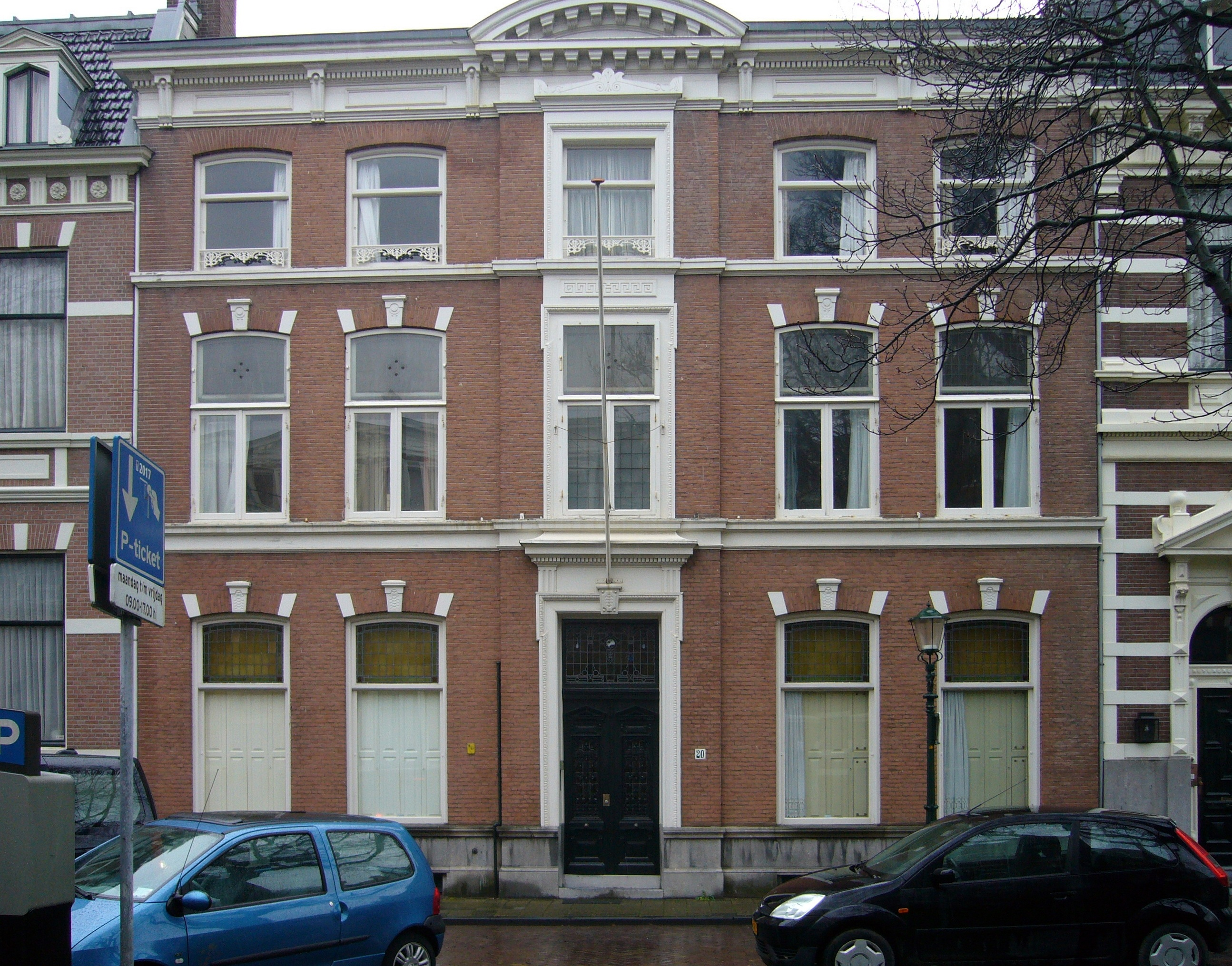
Surinamestraat 20
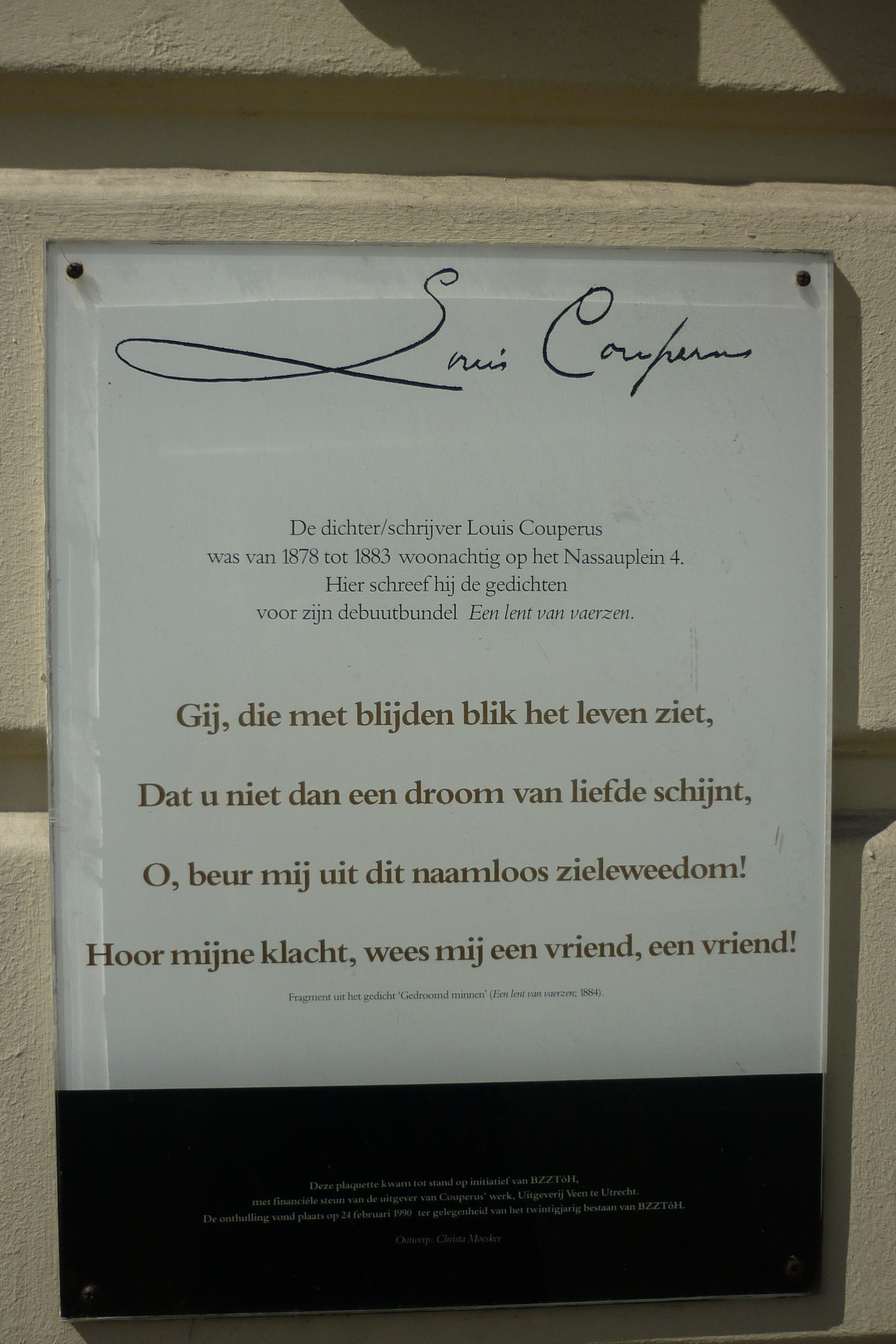
Louis Couperus Museum